# Augignac
Augignac é uma comuna francesa na região administrativa da Nova Aquitânia, no departamento Dordonha. Estende-se por uma área de 22,65 km². Em 2010 a comuna tinha 839 habitantes (densidade: 37 hab./km²).